# Madikehalli, Kunigal
Madikehalli là một làng thuộc tehsil Kunigal, huyện Tumkur, bang Karnataka, Ấn Độ.